# 石溪 (紐約州)
石溪（Stony Brook）是位于美國紐約州長島東部苏福克县的一个村庄和普查规定居民点。殖民时代这里是一片农田，后来因旅游业的发展而人口增加，现在由于石溪大学、纽约州立大学研究所的存在而又成为了教育重镇。

## 人口
按2010年美国人口普查，当地共有13,727位居民，其中88.6%为白人、14.4%为混血、7.5%为亚洲裔、4.4%为西班牙或拉丁裔、1.7%为非洲裔。